# Peder Nilsson

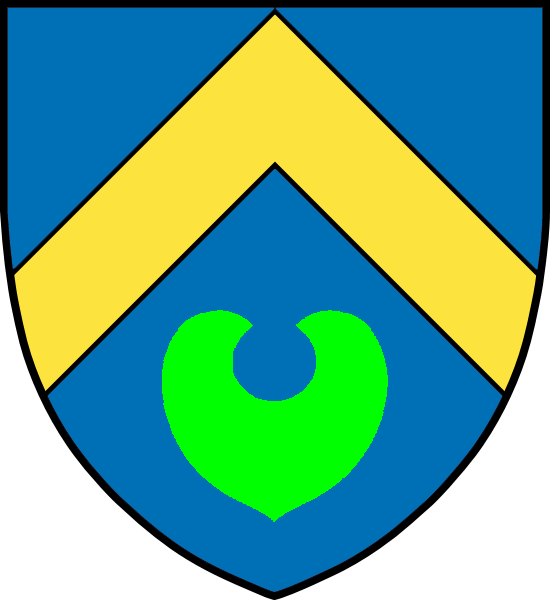
Vapensköld Sparre over blad

Peder Nilsson (sparre över blad), född omkring 1390, död efter 4 december 1463, svensk väpnare, son till Nils Jönsson (stjärna) och Katarina Petersdotter (två stjärnor snett över).
Peder Nilsson (sparre över blad) nämns första gången 1399 och då som barn. Däremot var han myndig 18 januari 1412, då han, bosatt i Västbo, pantsatte jord till farbrodern Tord Jönsson. 1418 gjorde han jordabyte med vapenfränden Mikael Magnusson. 1423 benämns Peder Nilsson som väpnare och var då bosatt i Vrankunge, Skatelövs socken, Alvesta kommun, Kronobergs län, Småland. Han bodde fortfarande där 1429, men var bosatt på Berga från 1432. 25 mars 1444 bekräftade han sin farbror Magnus Jönssons gåva till Vadstena kloster. Peder Nilsson levde ännu 4 december 1463, då han gav Drafö (Draghö) i Ås socken, Västbo härad, Gislaveds kommun, Jönköpings län, Småland, till Nydala kloster för sin lägerstad och sina föräldrars själar. Peder Nilsson var Raoul Wallenbergs farfars mormors morfars morfars farmors mormors morfars morfar. Måns Pedersson var son till Peder Nilsson.